# Macha (mythologie celtique)

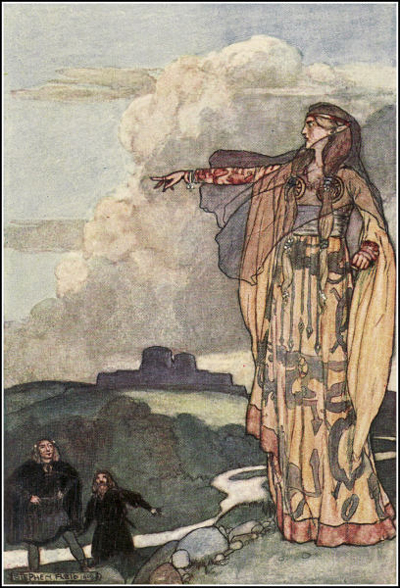
Macha maudit les Hommes d'Ulster (Macha Curses the Men of Ulster), 1904, illustration de Stephen Reid tirée de The Boys' Cuchulainn d'Eleanor Hull.

Macha (prononciation irlandaise [ˈmɔ̝xə]) est une déesse de la mythologie celtique irlandaise,  principalement connue pour avoir été à  l'origine de la faiblesse des Ulates (habitants du royaume d'Ulster) selon une malédiction  qui fait suite à la vantardise de son époux Crunnchú. Chez les Celtes, il n'existe qu'une seule divinité féminine qui revêt de nombreux aspects différents.

## Mythologie
Macha, dont le nom magosia signifie « plaine », est une autre représentation de la déesse Morrigan, elle a donné son nom à Emain Macha, la capitale du royaume d'Ulster.
Après le veuvage du fermier Crunnchú, une magnifique jeune femme vient dans son lit prendre la place de son épouse, il s'agit de la déesse Macha, avatar de Morrigan. Elle lui propose un pacte : les affaires de Crunnchú seront prospères et il sera heureux tant que leur relation restera secrète. Mais lors d'une fête il ne peut s'empêcher de se vanter et affirme que sa femme court plus vite que le meilleur attelage du roi. Sous peine de mort, le roi l'oblige à prouver ses dires et Macha, alors enceinte, doit s'exécuter. Elle court plus vite que les chevaux du roi et à l'issue de la course elle donne naissance à des jumeaux, un garçon qui est nommé Fior (« le Véridique ») et fille, Fial (« la Pudique »).
Macha lance alors une malédiction sur les Ulates : à chaque fois que le royaume sera attaqué, ils deviendront aussi faibles qu'une femme en couche. Ce sort est connu sous le nom de « neuvaine des Ulates » et lors de la Táin Bó Cúailnge. (« Rafle des vaches de Cooley ») Cúchulainn devra défendre seul le royaume.
“Particulièrement frappante est l’attestation de la couvade, tant chez les Celtibères que chez les Scythes. Dans la Táin bó Cualgne, Ces noïden Ulad raconte que les habitants mâles de l’Ulster sont, pendant une certain période, appelée nóindiu (en réalité : cinq jours et quatre nuits), aussi faibles qu’une femme en couches. Bien entendu, cette légende ne prouve aucunement que tous les Irlandais s’étendaient vraiment quand un enfant leur naisait. Nous savons déjà que cette faiblesse des hommes est présentée comme la conséquence d’une malédiction: Macha, mère des jumeaux d’Émaïn, l’aurait prononcée contre les mâles de l’Ulster. Cela veut dire que l’on en était surpris; la légende est l’écho d’une ancienne coutume, disparue depuis longtemps.” En fait, la faiblesse en question est une simple comparaison abusivement interprétée. Il s'agit d'une torpeur hivernale, notion traditionnelle, expliquée par ailleurs par le mythe de Fédelm. Le "trio des Macha" a été étudié pare G. Dumézil.
“Nous avons déjà parlé du mythe d’Emaïn Macha; Macha, qui courait particulièrement vite, fut contrainte par le roi Conchobar de rivaliser avec ses meilleurs chevaux alors qu’elle approchait de son terme; elle parvint à rattraper les chevaux, mais, arrivée au but, s`écroula, mit au monde des jumeaux (d’où le nom d’Emaïn Macha) et mourut. Avant de mourir, elle prononça cette malediction: les habitants mâles de l’Ulster subiraient neuf jours par an la faiblesse d’une femme en couches. Cette Macha n’était certainement pas une déesse de la guerre; au contraire, le thème des jumeaux et celui de la neuvaine imposée par elle prouvent un rapport avec la fécondité.”
La capitale du royaume d'Ulster s'appelle Emain Macha (« les jumeaux de Macha ») en souvenir des deux enfants.

## Compléments
Selon Julien d'Huy, Macha, comme Mélusine, appartiendrait au type mythique de la ménagère mystérieuse. Dans de tels récits, « une femme-animal apparaît mystérieusement et s'occupe en cachette du foyer d'un homme célibataire ; celui-ci la prend comme conjointe ; le rappel de l'une des caractéristiques animales de la femme conduit à la fuite de cette dernière ». En s'appuyant sur des groupes de transformation similaires en Europe et en Amérique du Nord, transformation incluant Macha, l'auteur fait remonter ce type de récit à la préhistoire européenne.

## Hommage
Macha est l'une des 1 038 femmes dont le nom figure sur le socle de l'œuvre contemporaine The Dinner Party de Judy Chicago. Elle y est associée à la Déesse de la fertilité, deuxième convive de l'aile I de la table. 

## Sources et bibliographie
- Christian-J. Guyonvarc'h et Françoise Le Roux, Morrigan Bobd Macha - La souveraineté guerrière de l'Irlande, Rennes, Ogam-Celticum, 1983
- Ré-édition : Christian-J. Guyonvarc'h et Françoise Le Roux, La Souveraineté guerrière de l’Irlande, Yoran Embanner 2018  Référence  (ISBN 978-2-36747-019-1)